# 巴沙斯
巴沙斯（法語：Baixas，法語發音：[baʃas] ⓘ）是法国东比利牛斯省的一个市镇，属于佩皮尼昂区。

## 地名
由于语源问题，该地名“Baixas”拼读方式不符合法语正字法，其标准发音为[baʃas]，字母组合“ix”发/ʃ/音，末尾字母“s”发音，根据实际发音其应译作“巴沙斯”，《世界地名翻译大辞典》与《世界地名译名词典》将其误译作“拜克萨”。

## 地理
巴沙斯（42°45'0"N, 2°48'33"E）面积18.91 平方千米，位于法国奧克西塔尼大區东比利牛斯省，该省份为法国大陆部分最南部的省份，涵盖了北加泰罗尼亚，北起奥德省，西接阿列日省和安道尔，南与西班牙接壤，东临地中海。
与巴沙斯接壤的市镇（或旧市镇、城区）包括：阿格利河畔埃斯皮拉、佩雷斯托尔特、圣埃斯泰沃、巴奥、里维耶尔新城、卡尔斯、卡斯德佩讷。
巴沙斯的时区为UTC+01:00、UTC+02:00（夏令时）。

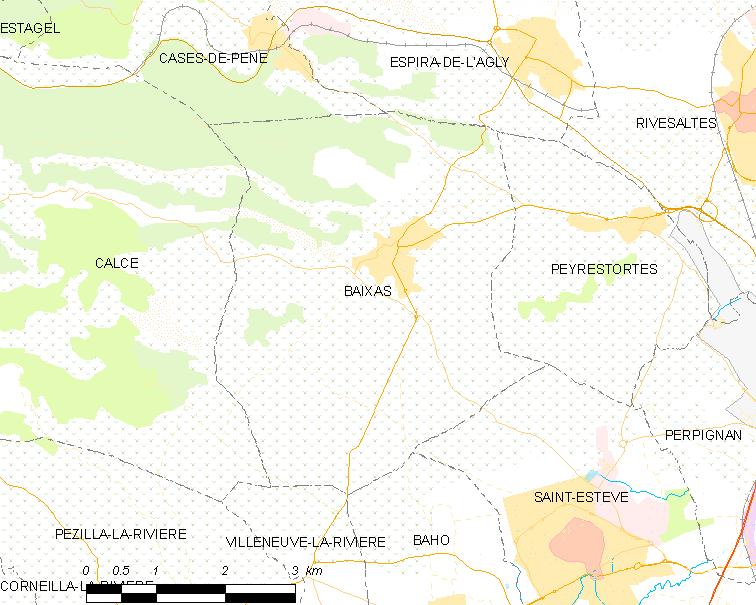
巴沙斯的OSM定位图

## 行政
巴沙斯的邮政编码为66390，INSEE市镇编码为66014。

## 政治
巴沙斯所属的省级选区为勒里贝拉勒县。

## 人口

1962-2008年间巴沙斯人口变化图示

巴沙斯于2022年1月1日时的人口数量为2784人。